# Grand Pont de pierre

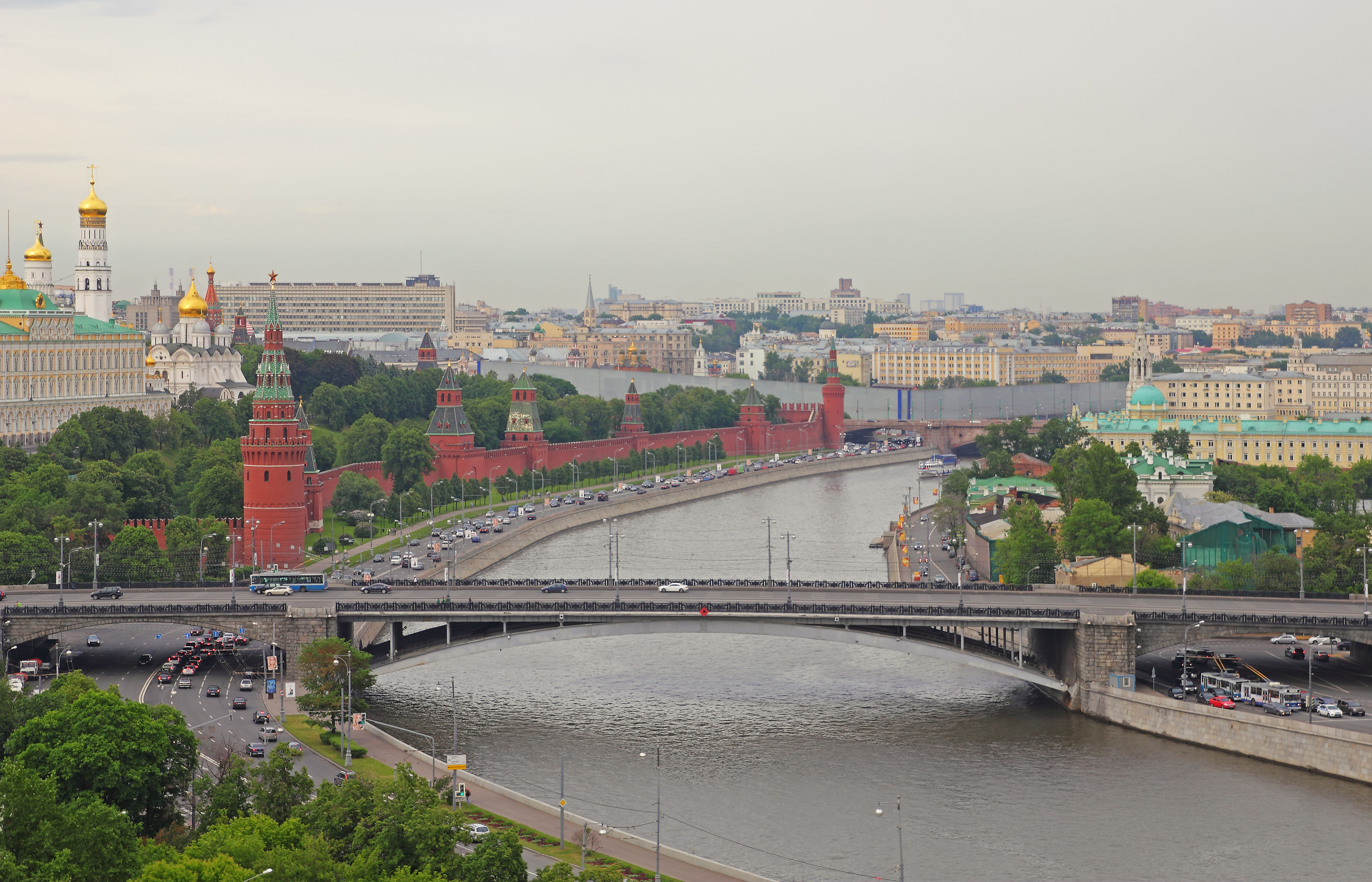
Grand Pont de pierre à Moscou 2012

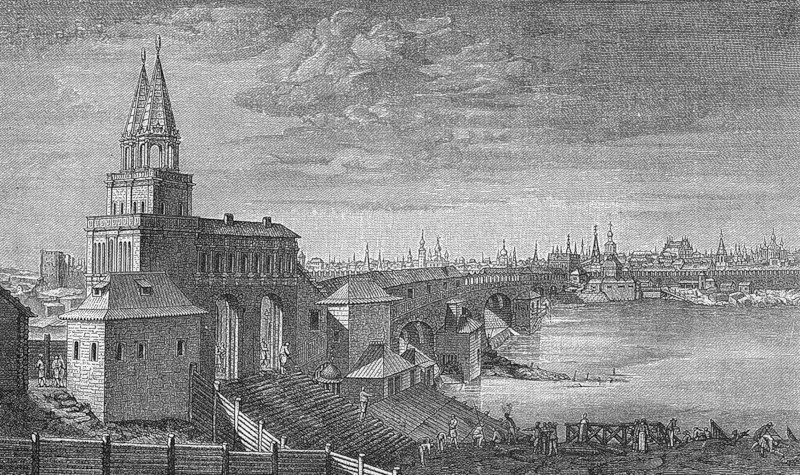
Pont de pierre Vsekhsviatski Jacob Blikland, Pieter Picart, début XVIIIe siècle.

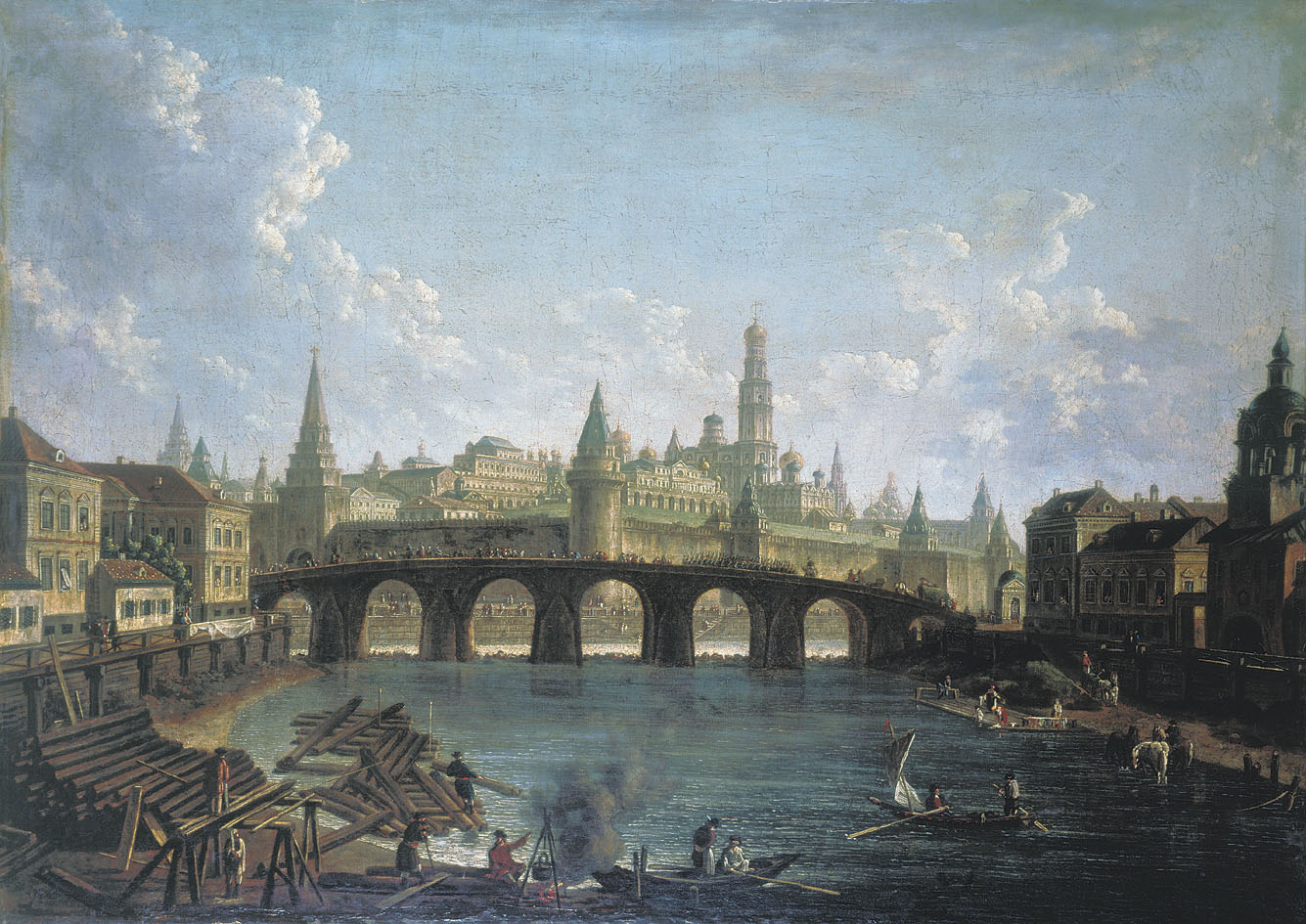
Grand Pont de pierre vers 1800, tableau de Fiodor Alexeïev

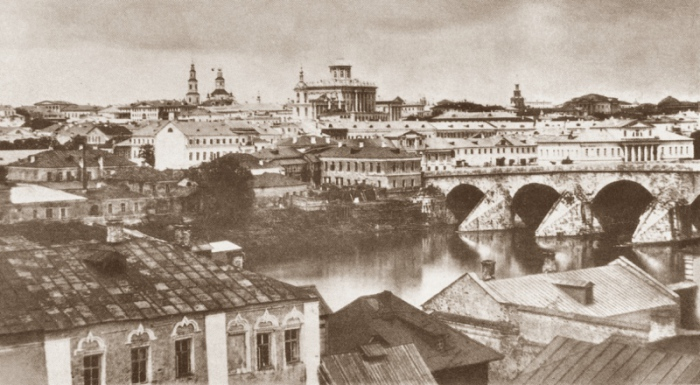
Maison Pachkov au fond derrière le vieux Pont de pierre, photographie des années 1855-1857

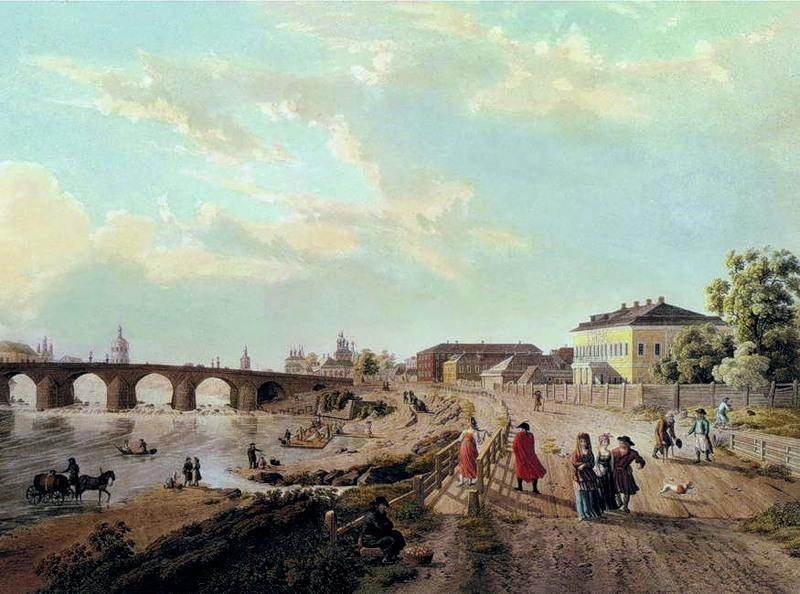
G. Lari, Vue du Pont de pierre à Moscou avec le petit pont en bois à la Tour Vodovzvodnaïa. Début du XIXe siècle.

Le Grand Pont de pierre (en russe : Большой Каменный мост) est l'un des ponts qui traversent la rivière Moskova. Il relie la place de la tour du Borovitskaïa, la rue Mokhovaïa et la rue Znamenka (ru) à la rue Bolchaïa Polianka (ru) et à l'île sur la Moskova (ru), en traversant le canal Vodootvodny (ru) par le Petit Pont de pierre (ru).

## Histoire

### Pont de pierre Vsekhsviatski
Avant la construction de ce pont, il n'existait qu'un gué, puis un pont flottant. En 1643, a commencé la construction du pont sous la conduite d'un architecte de Strasbourg, Hans Jacob Kristler. Les travaux sont interrompus du fait de la mort du tsar Mikhaïl Fiodorovitch en 1645. C'est à l'initiative de la régente Sophie Alexeïevna et à Vassili Golitsyne qu'est dû l'achèvement des travaux de construction du pont en 1692.

### XIXesiècle
Au milieu des années 1850, le pont est délabré et les autorités décident de le démolir. Des inondations se sont succédé et ont fragilisé la construction. En 1859, un nouveau pont à trois travées a été construit par l'ingénieur N.N. Voskoboïnikov sur un projet de l'ingénieur colonel N. B. Tannenberg.
En septembre 1877, selon le témoignage du professeur du conservatoire de Moscou Nikolaï Kachkine, le compositeur russe Piotr Ilitch Tchaïkovski a tenté de se suicider au Grand Pont de pierre.

### XXesiècle
En 1938, un nouveau pont est construit sous la direction de l'ingénieur N. Kalmykov sur les plans des architectes Vladimir Chtchouko, Vladimir Helfreich et Mikhaïl Minkous (ru). La longueur du nouveau pont est, avec les entrées, de 487 mètres et sa largeur de 40 mètres.

### Reconstruction du pont en 2020—2021
L'été 2020, une nouvelle reconstruction du pont a commencé. La première partie des travaux a été achevée le 19 décembre 2020, l'achèvement a été réalisé pour le 16 août 2021. Le pont a été entièrement reconstruit.

### Actuellement
Le pont présente une vue sur le Kremlin, sur la cathédrale du Christ-Sauveur de Moscou, sur le quai Sainte-Sophie…

## Représentation artistique

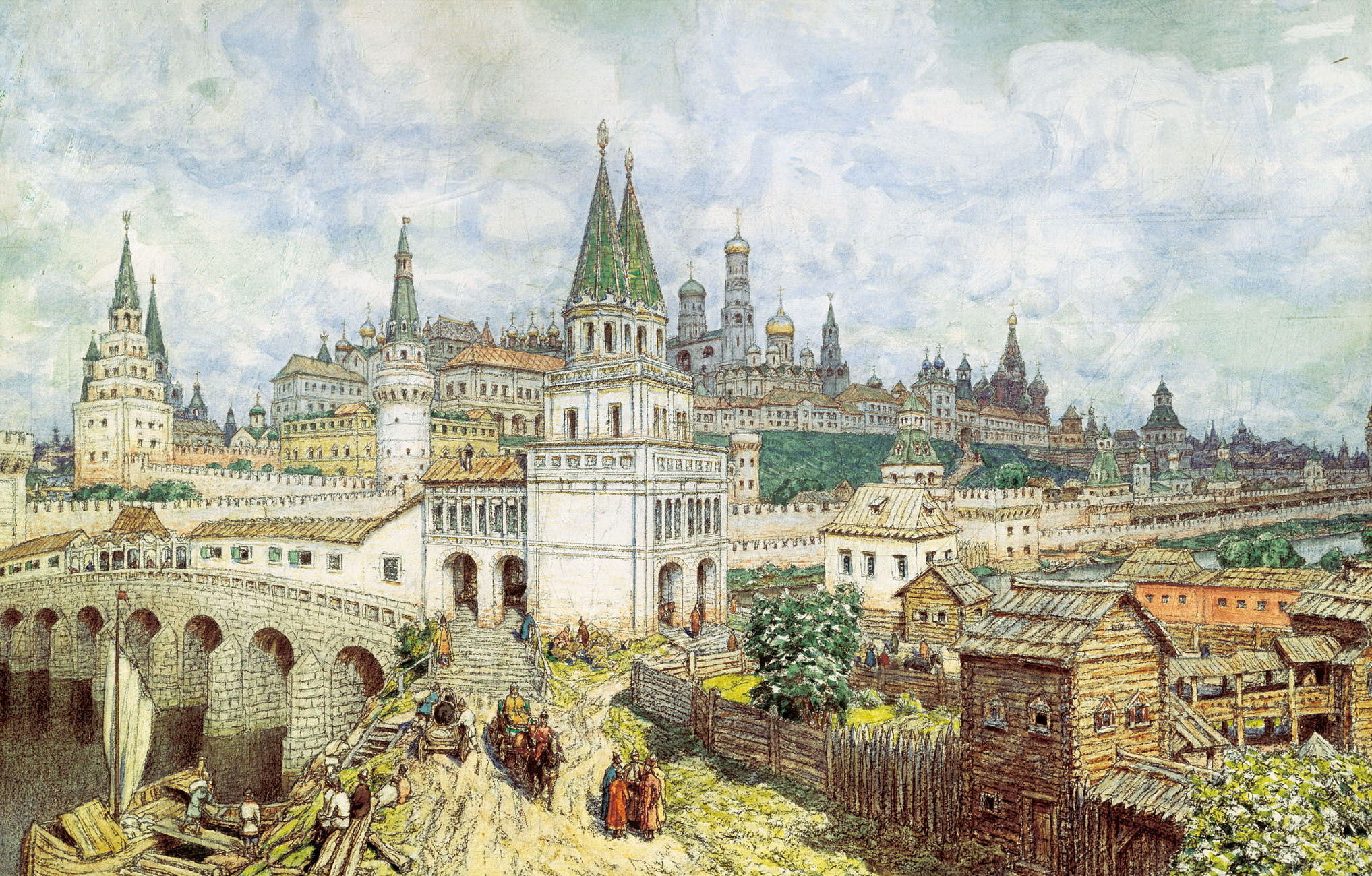
Tableau d'Apollinaire Vasnetsov, fin du XVIIe siècle.
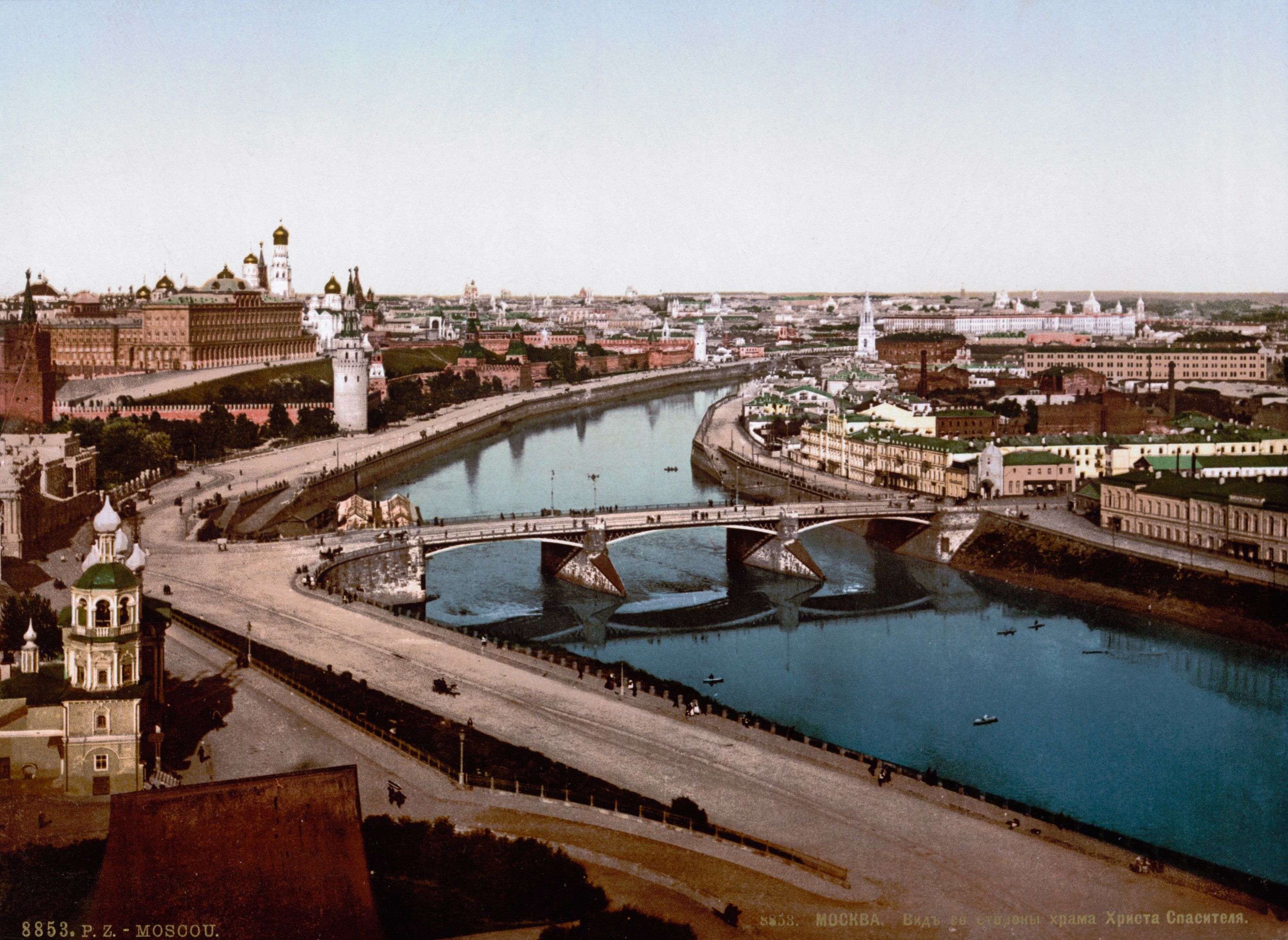
années 1896-1897
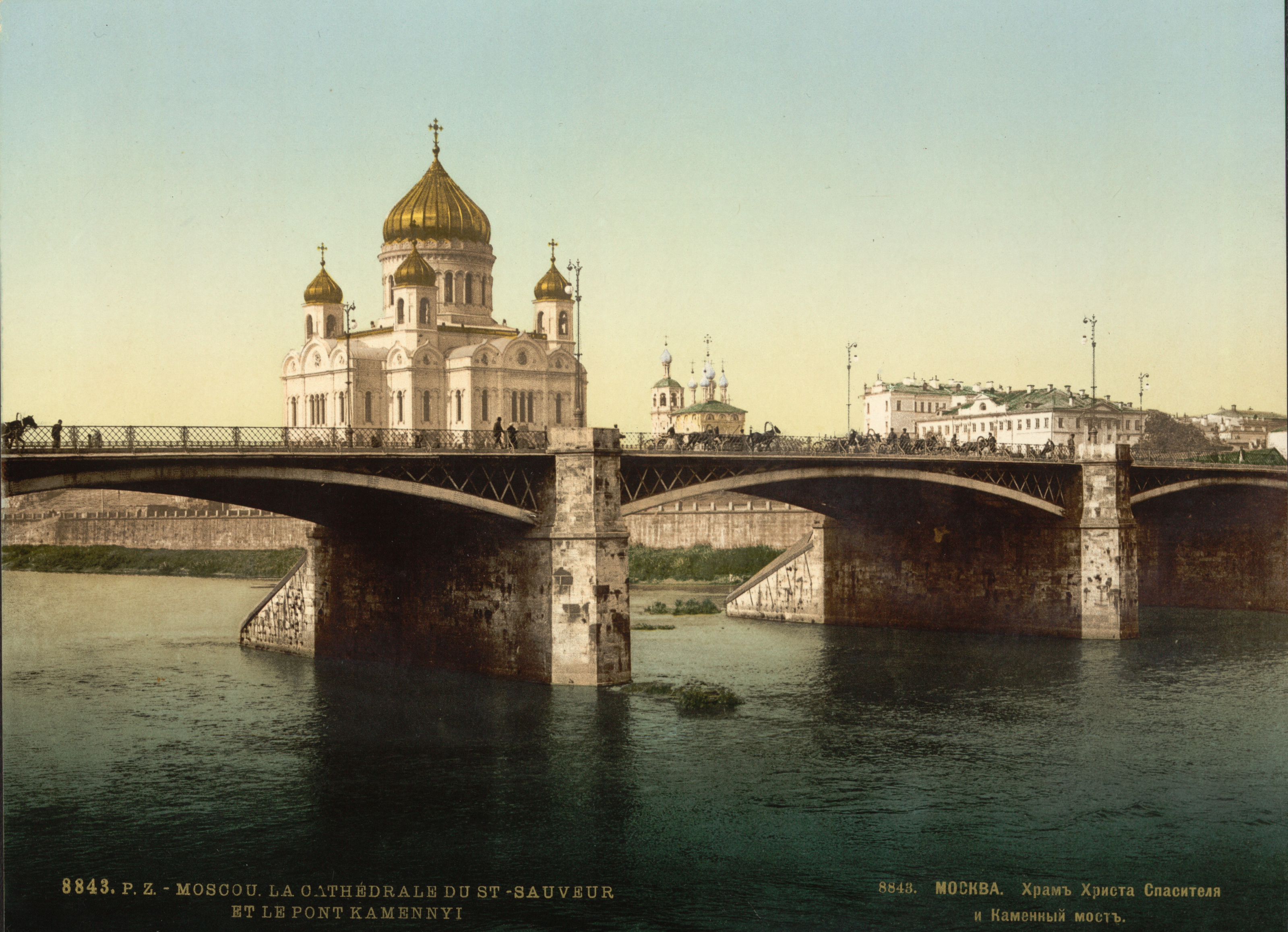
années 1896-1897 Bibliothèque du Congrès
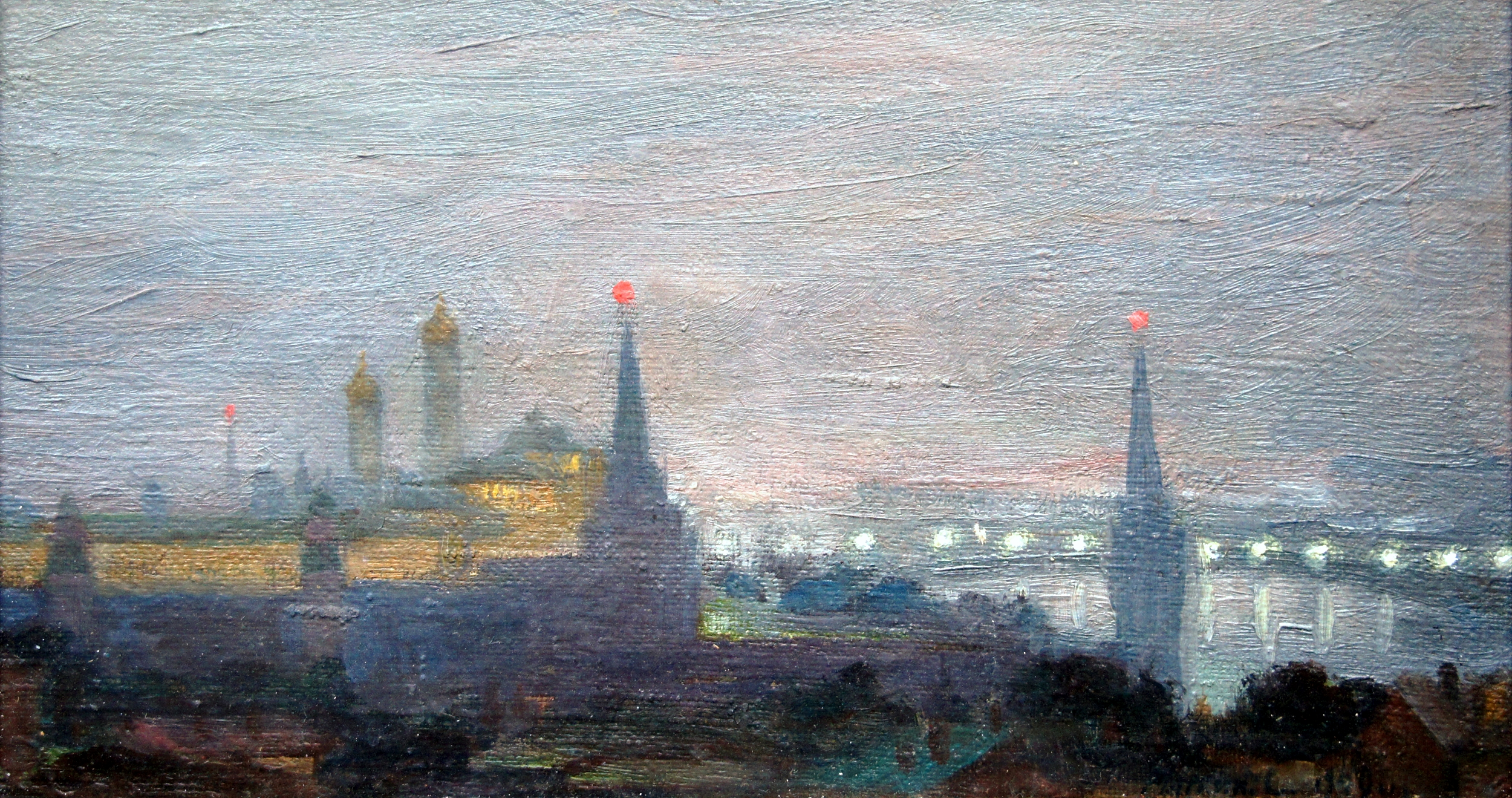
années 1930 par Serge Markin (en)
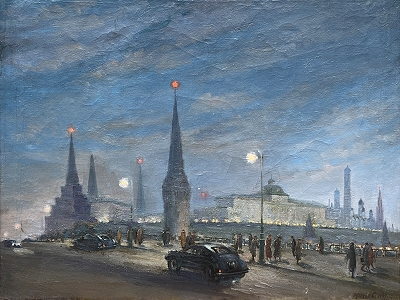
année 1941 par Serge I. Markin